# Історія Федеративних Штатів Мікронезії
Федеративні Штати Мікронезії — мікродержава в Океанії, в архіпелазі Каролінські острови. Виникла недавно у процесі деколонізації.

## Доісторичний період
Як вважають дослідники, заселення островів Мікронезії людьми відбулося приблизно 2000—1500 років до н. е. Це були предки сучасного населення островів — мікронезійці. Вони прийшли сюди можливо з території сучасних Філіппінів або інших близьких островів. Говорили вони на діалектах океанійських мов, що належать до більшої сім'ї австронезійських мов. У расовому змісті населення Мікронезії — це суміш монголоїдної та австралоїдної гілок людства. Етнографи і філологи давно вже відзначили той факт, що мови Мікронезії, так само як і Полінезії багаті морськими та навігаційними термінами. Це означає, що мореплавство було у них широко розвинене.

## Мікронезія перед приходом європейців
До початку європейської колонізації мікронезійці досягли певного рівня суспільного і господарського розвитку. Основним заняттям було рибальство і розведення плодових дерев. Значного поширення набув торговельний обмін. Населення перебувало на стадії розкладу первісногромадського ладу з великими пережитками матріархату. Суспільство ділилось на родову аристократію та простолюд, також на деяких островах були раби. Про утворення перших держав на території Мікронезії свідчать, зокрема, такі пам'ятники як Нан-Мадол на острові Понпей.

## Колоніальний період
Острів Яп відкрив 1526 р. португалець Ж. де Мінезіш. Іспанець Альваро де Сааведра 1528 відкрив острови Трук (Чуук) і назвав їх островами Бороданів через зовеішній вигляд тубільців. Наприкінці 17 ст. острови отримали назву Каролінських на честь іспанського короля Карла II. Острови належали Іспанії з 1659 р. Однак території сучасних ФШМ іспанська колонізація торкнулася слабко. У 1828—1829 рр. російський мореплавець Ф.Літке відвідав та дослідив декілька островів, таких як Понпей, Ант, Пакін, які були маловідомі європейцям. У 1869 р. Німеччина заснувала на о. Яп торгівельну станцію. Цим самим було закладено плацдарм для подальшої експансії. У 1885 р. Німеччина офіційно заявила свої претензії на Маршаллові й Каролінські острови. Після поразки Іспанії у війні зі США 18 лютого 1899 р. Німеччина купила острови в Іспанії за 4,5 млн доларів США. Японія під час 1-ї світової війни 3 жовтня 1914 р. окупувала острови. 17 грудня 1920 вона отримала мандат Ліги націй на управління ними. Від самого початку своєї влади над островами японський уряд розглядав підмандатну територію як місце розселення «надлишків» населення власне Японії, місце природних економічних ресурсів та для розташування військових баз. Японці виловлювали в акваторії Каролінських островів велику кількість риби, видобували фосфати. Лагуна острова Трук була перетворена в найбільшу військово-морську базу Японії в Тихому океані. Японські колоністи забирали землю у місцевого населення. Після виходу Японії з Ліги націй вона 1935 р. заявила про анексію островів.
1944 р. війська США заволоділи Каролінськими островами під час війни з Японією. 18 липня 1947 р. вони увійшли до складу підопічної території ООН в Тихому океані, опіка над якою була віддана США. Згідно статуту ООН метою опіки над якоюсь територією з боку держави-опікуна було сприяння надання їй в майбутньому повної незалежності. Проте конкретні строки не були вказані. Територія Каролінських островів використовувалася США в тому числі і у військових цілях. Однак поступово процес передачі влади місцевому населенню відбувався. Спочатку був створений конгрес Мікронезії — двопалатний парламент, що складався з 12 сенаторів і 21 депутата, який обирався на загальних виборах громадянами, які досягли 18-річного віку. Конгрес Мікронезії був єдиним законодавчим органом для всіх підопічних островів США — Маршалових, Маріанських та Каролінських. Він мав дорадчу функцію при американській адміністрації. Однак пізніше відбувся процес роздріблення територій. На референдумі 12 липня 1978 р. населення округів Яп, Трук, Понапе і Косрае висловилось за утворення окремої автономної держави — Федеративних Штатів Мікронезії. 10 травня 1979 було прийнято конституцію ФШМ. Згідно з нею ФШМ стали республікою на чолі з президентом. Восени 1979 р. відбулися вибори в конгрес ФШМ, який обрав президента та віце-президента нової країни. Вони узялися до обов'язків з січня 1980 р. Але ФШМ і далі були під управлінням США. 3 листопада 1986 р. набрала чинності угода про «вільну асоціацію» ФШМ зі США. Це був ще один крок до набуття країною повної незалежності.

## Незалежність
17 вересня 1991 р. ФШМ здобули повну незалежність за президентства Бейлі Олтера (1991—1997). Наступним президентом був Джейкоб Нена (1997—1999). Його заступив Лео Фалькам (1999—2003). З 11 травня 2003 р. до 11 травня 2007 — президент Джозеф Урусемал. Острівна країна економічно та політично орієнтується в першу чергу на США та інші західні та демократичні держави.